# Наулко Всеволод Іванович
Все́волод Іва́нович Нау́лко (нар. 18 грудня 1933, м. Тараща, Київської області — 1 листопада 2018, Київ, Україна) — вчений етнограф, доктор історичних наук, професор, член-кореспондент Національної академії наук України, Заслужений працівник освіти України.

## Творчий шлях
Всеволод Наулко народився в грудні 1933-го місті Тараща Київської області в родині вчителів. В роки Німецько-радянської війни він перебував разом з матір'ю в евакуації, спочатку в Казахській, а потім в Узбецькій РСР (Самарканд).
Навчався на географічному факультеті Київського національного університету імені Тараса Шевченка, який закінчив у 1956 році. Після навчання в університеті, потрапив на роботу до Київської військово-картографічної фабрики, де пропрацював два роки.
З 1958 по 1962 працював картографом в Інституті мистецтвознавства, фольклору та етнографії.
З 1962 по 1964 навчається в аспірантурі Московського інституту етнографії імені Миклухо-Маклая. Після успішного захисту дисертації, повертається в Київ та публікує роботу «Етнічний склад населення УРСР», а в 1966-му публікує ще одну монографію «Географічне розміщення народів УРСР». В основі обох згаданих праць лежать статистичні дані перепису населення України в 1959 році.
В 1975 році вийшла книга Наулка «Розвиток міжетнічних зв'язків в Україні», а в 1977-му — книга «Культура та побут українського народу».
Пріоритетними напрямками наукових інтересів Всеволода Івановича є етнічна демографія та етнічні процеси хоч коло його наукових інтересів є значно ширшим. Особливу увагу вчений приділяє питанням розвитку етнічних груп в Україні від 18-го століття до сьогодення. Зокрема, він проводить детальний аналіз факторів, що мали значні етнічно-демографічні наслідки як то голодомори, війни, революції, депортації, розкуркулення тощо. Багато уваги приділяється також питанням соціально-відсоткової динаміки різних культурно-етнічних груп та народностей що проживають в Україні, а також питанням соціальних інтересів національних меншин.
У своїх роботах, вчений активно використовує дані соціологічних досліджень різних етнічних груп та аналізує їх прагнення до власної національної самосвідомості та самобутності.
Багато публікацій автора присвячено питанням перспектив етнічного розвитку України, хоча і не вважає її моноетнічною державою, віддаючи належне будь-якій етнічній спільноті незалежно від її чисельності.
На відміну від праць багатьох інших гуманітаріїв, праці Наулка добре аргументовані, мотивовані та підтверджені достовірними статистичними даними і не втратили свою актуальність після розпаду радянської системи. Результати останніх переписів населення підтверджують правильність прогнозування Наулком перспектив розвитку етнічної структури України.
Багато уваги вчений приділяв питанням класифікації етнічних гілок українців і, зокрема, не вважав закарпатських українців-русинів окремою етнічною спільнотою, а лише етнографічною групою українського народу. Перепис населення 2001 року підтвердив, що лише 0,8 % українців Закарпаття ідентифікували себе русинами.
У своїх публікаціях автор вказував також на фактичну відсутність в Україні проявів етнічної нетерпимості та ворожнечі, в порівнянні з деякими іншими регіонами пострадянського простору.
Під час роботи в Інституті мистецтвознавства, фольклору та етнографії вчений доклав багато зусиль доклав до створення «Регіонального історично-етнографічного атласу України, Білорусі та Молдови» та до створення двотомної монографії «Українці» (у вказаній книзі Наулкові належить розділ про територіальне розташування етнічних груп України та динаміку їх розвитку).
Всеволод Іванович займався також питаннями етнічного розвитку України, етнокультурних процесів, міжетнічної взаємодії населення та зробив істотний внесок у розвиток історіографії української етнографії та музейництва.
Особливої уваги заслуговують підготовані Наулком до друку та видані попередні праці вітчизняних етнографів. Так, скажімо, завдяки Наулку було опубліковане листування Хведіра Вовка з Михайлом Грушевським, Дмитром Яворницьким, Володимиром Шухевичем, М. Біляшивським, Б. Грінченком, М. Кордубою, З. Кузелею, В. Кравченком, О. Барвінским, В. Гнатюком, С. Петлюрою та іншими.
Більше двадцяти років свого життя Наулко віддав викладанню на історичному, філософському та географічному факультетах Київського університету імені Тараса Шевченка. Колеги Всеволода Івановича характеризують його як талановитого педагога та неперевершеного лектора.
В 1991 році під керівництвом Наулка вийшов підручник «Культура і побут населення України».
В 1998 році побачила світ монографія Наулка «Хто і відколи живе в Україні».
В 2001 році під науковим керівництвом Наулка виходить довідник «Етнонаціональні процеси в Україні: історія та сучасність».
В 2002 роцівийшов посібник «Культура народів слов'янських країн» (переший випуск).
В 2004 року вийшов друком Другий випуск цього підручника.
2013 року вийшов друком у видавництві «Український письменник» збірник наукових праць В. Наулка «Пошуки. Роздуми. Спадщина» обсягом 20 друкованих аркушів у якому розглянуті біографічні відомості про автора і наведені деякі фахові публікації.
Всеволод Іванович активно веде науково-організаційну роботу: є членом спеціалізованих вчених рад, редколегій журналів та часописів, опонентом та рецензентом праць багатьох вітчизняних етнографів.
Учасник VII—XI Міжнародних конгресів антропологічних та етнологічних наук і X—XIV Міжнародних з'їздів славістів.
Всеволод Іванович обирався членом Адміністративної ради асоціації етнології та фольклору Європи від України.
Очолював відділ в Інституті української археографії і джерелознавства імені Михайла Грушевського НАН України та був професором Київського славістичного університету.

## Смерть
Помер 1 листопада 2018 року в місті Києві на 85-му році життя.

### 1958
1. Переписи населення і національне питання // Рад. культура. — 1958. — 18 груд. — С. 4.
2. Перший перепис у Києві // Вечір. Київ. — 1958. — 24 груд. — С. 4.
3. Переписи населення і національне питання // Закарпат. правда. — 1958. — 27 груд. — С. 3.

### 1959
4. Всесоюзний перепис населення 1959 року і його значення для етнографічних досліджень / Бондаренко В. В., Наулко В. І. // Нар. творч. та етногр. — 1959. — № 1. — С. 14—21.
5. Етнографічна карта українського народу кінця XIX — початку XX ст. / Наулко В. І., Поріцький А. Я. // Українці. Істор. — етногр. моногр. — К.: Вид-во АН УССР, 1959. — С. 30.

### 1960
6. Народні знання. Метеорологія. // Українці: Істор. — етногр. моногр: у 2 т. — К.: Вид-во АН УРСР, 1960. — Т. І. — С. 614—621.
7. Міжнародна конференція з питань етнічної картографії // Нар. творч. та етногр. — 1960. — № 1. — С. 150—151.
8. Бригада комуністичної праці зустрічається з науковцями // Там само. — № 2. — С. 155—156.

### 1961
9. Добровільні народні дружини і питання громадського побуту робітників // Нар. творч. та етногр. — 1961. — № 1. — С. 77—79.
10. Народна метеорологія // Вечір. Київ. — 1961. — 3 червня. — С. 3.

### 1962
11. Рец.: Етнічна карта «Народи Африки» // Нар. творч. та етногр. — 1962. — № 2. — С. 149—150.

### 1963
12. Современный этнический состав населения Украинской ССР // Сов. этнография. — 1963. — № 5. — С. 46—59.
13. Культурно-побутове зближення радянських народів // Комунізм і побут. — К.: Вид-во АН УРСР, 1963. — С. 41—56.
14. Вивчення етнічного складу населення Української РСР // Нар. творч. та етногр. — 1963. — № 4. — С. 20—26.
15. Народні прикмети і завбачення погоди // Наука і життя. — 1963. — № 4. — С. 38.
16. Національний склад населення Української РСР за матеріалами переписів населення // Нар. творч. та етногр. — 1963. — № 5. — С. 24—28.

### 1964
17. Национальный состав населения Украинской ССР по материалам переписей населения. — М.: Наука, 1964. — 8 с.
18. Этнический состав населения Украинской ССР (опыт статистико-картографического исследования).: Автореф. дис… канд. ист. наук. — М., 1964. — 19 с. (Ин-т этнографии им. Н. Н. Миклухо-Маклая АН СССР).
19. National Composition of the Ukrainian SSR according to Population Censuses Returns // VII International Congress of Anthropological and Ethnological Sciences. Moscow, August 1964. — Moscow: Nauka, 1964. — 11 p.
20. Национальный состав населения УССР по материалам переписей населения // II Междунар. конгр. антропол. и этногр. наук. — Тез. докл. — М., 1964. — С. 120—121.
21. Народы Украинской и Молдавской ССР: Карта, м-б 1:5 млн. / Винников Я. Р., Наулко В. И. // Атлас народов мира. — М., 1964. — С. 17.
22. Развитие промышленности и формирование рабочего класса в период капитализма // Народы Европейской части СССР. — М.: Наука, 1964. — Т. І. — С. 620—624.
23. Народные знания и развитие науки / Горленко В. Ф., Наулко В. И. и др. // Народы Европейской части СССР. — М.: Наука, 1964. — Т. І. –С. 733—739.

### 1965
24. Про карти населення // Укр. істор. журн. — 1965. — № 8. — С. 97—98.
25. Рец.: Атлас народів світу // Нар. творч. та етногр. — 1965. — № 3. — С. 90—91.
26. Підсумки археологічних і етнографічних досліджень // Там само. — № 5. — С. 57—61.
27. Етнічний склад населення Української РСР: Статистико–картографічне дослідження. — К.: Наук. думка, 1965. — 276 с.
Рец.: Пучков П. І. Цікава книга з етнічної географії України // Нар. творч. та етногр. — 1966. — № 1. — С. 86—88; Васьків В., Шашкевич Я. Досліджено вперше // Молодь України. — 1968. — 27 верес. — С. 4; Запорожець М. Нова праця про етнічний склад населення України // Наша культура (Варшава). — 1967. — № 4. — С. 43—44; Покшишевский В. В., Наулко В. І. Етнічний склад населення Української СРСР. Статистико–картографічне дослідження // Изв. Всесоюз. географ. общества. — 1967. — Т. 99. — С. 523.
28. Населення // Українська Радянська Соціалістична республіка. — К.: УРЕ, 1965. — С. 67—69.

### 1966
29. Конференція з питань зближення соціалістичних націй і інтернаціонального виховання трудящих // Нар. творч. та етногр. — 1966. — № 3. — С. 103—105.
30. Рец.: Польський етнографічний атлас // Там само. — 1966. — № 4. — С. 93—95.
31. Карта сучасного етнічного складу населення УРСР: М-б 1:500 000. — Додаток: «Географічне розміщення народів в УРСР». — К.: Наук. думка, 1966. — 32 с.
Рец.: Даниленко Р. В., Зеленчук В. С. О карте современного этнического состава населения Украинской ССР // Тр. истор. — краеведч. музея Молдавской ССР. — Кишинев, 1969. — Вып. 2. — С. 171—173; Гиряк М. Нова карта України // Дукля (Чехословаччина). — 1967. — № 5. — С. 88—89; Приходько М. П. Наулко В. І. Карта сучасного етнічного складу населення Української РСР.: М-б 1:1,5 млн. — Додаток: «Географічне розміщення народів УРСР». — К.: Наук. думка, 1966. — 32 с. // Укр. істор. журнал. — 1967. — № 4. — С. 142; Етнічна карта України // «Радянська Україна», «Правда України», «Сільські вісті» та ін. — 1967. — Січень. — Кореспонденція РАТАУ.
32. Етнічний склад Української РСР у 1959 р.: Карта // Енцикл. українознавства. — Париж; Нью-Йорк, 1966. — Т. 5. — С. 17—37.

### 1967
33. Про методику картографування «Регіонального історико-етнографічного атласу України, Білорусі і Молдавії» // Нар. творч. та етногр. — 1967. — № 3. — С. 34—40.
34. Ювілейні наукові сесії і конференції // Там само. — № 5. — С. 99—100.
35. Етнічна карта України.: М-б 1:6,5 млн. // Українська Радянська Соціалістична Республіка. — К.: УРЕ, 1967. — С. 68. — Укр., рос., англ.
36. Етнічна карта УРСР // Історія Академії Наук Української РСР. — К.: УРЕ, 1967. — Кн. І. — С. 344.
37. Грузинское население на Украине в статистических и исторических источниках // Тез. докл. Объед. научн. сессии по истории груз.-укр. взаимоотношений… — Тбилиси, 1967. — С. 44—46.

### 1968
38. Методика этнического картографирования городского и сельского населения.: Материалы III Междунар. конгр. антропол. и этногр. наук (Токио — Киото, сент. 1968). — М.: Наука, 1968. — 9 с.
39. Грузинское население на Украине по статистическим и историко-этнографическим источникам // Из истории укр.-груз. связей. — Тбилиси: Изд-во Мецниереба, 1968. — С. 226—238.
40. The Metodics of Ethnical Cartography of City and Rural Populations // VIII International Congress of Anthropological and Ethnological Sciences. Sept. 3—10, 1968, Tokyo — Kyoto. — Tokyo, 1968.
41. The Metodics of Ethnical Cartography of City and Rural Populations // VIII International Congress of Anthropological and Ethnological Sciences. Sept. 3—10, 1968, Tokyo — Kyoto. — Vol.III. — P. 205—206.

### 1969
42. Региональный историко–этнографический атлас Украины, Белоруссии и Молдавии: Проспект / Гуслистый К. Г., Наулко В. И. и др. — К.: Наук. думка, 1969. — 24 с.
43. Население и культура / Корецкий Л. М., Наулко В. И. // Украина: Общий обзор / «Советский Союз». — М.: Мысль, 1969. — С. 142—186.
Рец.: Горішній П., Орлов А. Велична панорама республіки // Нар. творч. та етногр. — 1970. — № 6. — С. 88—91.
44. Міжнародний форум етнографів і антропологів / Зінич В., Наулко В. // Нар. творч. та етногр. — 1969. — № 2. — С. 39—46.
45. Наукові сесії етнографів / Горленко В., Наулко В. // Там само. — № 4. — С. 107—109.
46. Етнокультурні зв'язки на Україні за матеріалами одягу / Миронов В. В., Наулко В. І. // Нар. творч. та етногр. — № 5. — С. 44—52.
47. Карта изменений административно-территориального деления Украины, Белоруссии и Молдавии.: М-б 1:1,5 млн. — К.: Изд-во Киев. ун-та, 1969. — 1 арк.
48. Албанці // Рад. енцикл. історії України. — К., 1969. — Т. 1. — С. 44.
49. Асиміляція // Там само. — С. 91.
50. Демографія // Там само. — С. 534.

### 1970
51. National Composition of the Ukrainian SSR according to Population Census Returns // Тр. VII Междунар. конгр. антропол. и этногр. наук. — М.: Наука, 1970. — Т. 8. — С. 455—459.
52. Ювілейна сесія / Довженок Г., Наулко В. та ін. // Нар. творч. та етногр. — 1970. — № 4. — С. 104—106.
53. Естонське населення на Україні // Нар. творч. та етногр. — № 5. — С. 38—42.
54. Етнічна географія // Рад. енцикл. історії України. — К., 1970. — Т. 2. — С. 120.

### 1971
55. Грузини в Україні // Молодь України. — 1971. — 26 лют. — С. 3.
56. К вопросу методики этносоциологических исследований в районах этнического смешения // Всесоюз. науч. сессия, посвящ. итогам полевых археол. и этногр. исслед. 1970 г.: Тез. докл. — Тбилиси, 1971. — С. 9—10.
57. Міграція населення // Рад. енцикл. історії України. — К., 1971. — Т. 3. — С. 137—139.

### 1972
58. Межнациональные браки в Украинской ССР / Наулко В. И., Чуйко Л. В. // Материалы ко II Всесоюз. конф. по проблеме «Изменение социальной структуры советского общества». — М., 1972. — С. 54—55.
59. Культурно-бытовое сближение народов УССР / Зінич В. Т., Наулко В. И. // Сов. этнография. — 1972. — № 6. — С. 28—37.
60. До питання про сучасні етнічні процеси в деяких районах Карпатської зони // Культура та побут населення Українських Карпат: Матер. конф. — Ужгород, 1972. — С. 159—160.
61. Культурно-бытовое сближение народов Украинской ССР // Тез. докл. на сессии и пленумах, посвящ. итогам полевых исслед. в 1971 г. — М., 1972. — С. 70—75.
62. Чехи // Рад. енцикл. історії України. — К., 1972. — Т. 4. — С. 493.

### 1973
63. Развитие межнациональных этнокультурных связей в УССР // IX Междунар. конгр. антропол. и этнол. наук. Чикаго, США, 1973. — М.: Наука, 1973. — 15 с.
64. Development of Interethnik etnocultural Relation in the Ukrainian SSR // IX ICAES. — Chicago, USA, 1973. — 14 p.
65. Development of Interethnik etnocultural Relation in the Ukrainian SSR: Abstracts // Ibidem. — 4 p.
66. Development of Interethnik etnocultural Relation in the Ukrainian SSR //Plan of the Congress: IX ICAES. — Chicago, USA, August 28 — September 18, 1973. — Chicago, 1973. — P. 96—97.

### 1974
67. IX Міжнародний конгрес антропологічних та етнографічних наук // Нар. творч. та етногр. — 1974. — № 2. — С. 110—111.
68. The Convergence of the People of the Ukrainian SSR in Culture and Life–Still / V. Zinich, V. Naulko // Soviet Sociology. — Waschington, 1974. — Vol. XIII, z. 1—2. — P. 36—45.

### 1975
69. Развитие межэтнических связей на Украине. — К.: Наук. думка, 1975. — 276 с.
Рец.: Назарова Т., Наулко В. И. Развитие межэтнических связей на Украине (историко-этнографический очерк). — К.: Наук. думка, 1975. — 275 с. // Мовознавство. — 1975. — № 4. — С. 93—96; Молодчиков О. В. В. И. Наулко. Развитие межэтнических связей на Украине (историко–этнографический очерк). — К.: Наук. думка, 1975. — 276 с. // Укр. істор. журнал. — 1975. — № 8. — С. 141—142; Покшишевский В. В., Пучков П. И., Наулко В. И. Развитие межэтнических связей на Украине (историко–этнографический очерк). — К, 1975. — 276 с. // Сов. этнография. — 1975. — С. 162—164: Плисюк В., Васьків В., Наулко В. И. Развитие межэтнических связей на Украине. — К., Наук. думка, 1975. — 276 с. // Наука і суспільство. — 1977. — № 1. — С. 42—43; Макарчик С. А. Міжетнічні зв'язки як фактор прогресу народів. — В. И. Наулко. Развитие межэтнических связей на Украине. — К.: Наук. думка, 1975. — 276 с. // Нар. творч. та етногр. — 1975. — № 4. — С. 7—8; Заседателева Л. Б. Наулко В. И. Развитие межэтнических связей на Украине (историко–этнографический очерк). — К.: Наук. думка, 1975. — 276 с. // РЖ. Обществ. науки в СССР. — Сер. 5. — М., 1976. — № 2. — С. 296—301; Дахшлейгер Г. Ф., Наулко В. И. Развитие межэтнических связей на Украине (историко–этнографический очерк). — К.: Наук. думка, 1975. — 276 с. // Вестник АН Казахской ССР. — Алма-Ата, 1976. — № 3. — С. 71—72; Корзун І. П. Развіццё міжетнічных сувязей на Украіне // Весці Акадэміі Навук БССР. — Мінск, 1976. — № 3. — С. 132—133; Ніконенко В., Стрішенець М. Дослідження з етнографії // Вільне життя. — Тернопіль, 1975. — 27 черв. — С. 3; Козлов С. Я., Наулко В. И. Развитие межэтнических связей на Украине. — К., 1975. — 276 с. // Расы и народы. — М.: Наука, 1976. — Т. І. — С. 296—298.
70. Сучасне і традиційне у весільних обрядах угорців Закарпаття // Нар. творч. та етногр. — 1975. — № 1. — С. 51—54.
71. Этнический аспект миграционных процессов в Украинской ССР // Тез. докл. Всесоюз. конф., посвящ. этногр. изуч. современности. — Москва; Нальчик, 1975. — С. 108—110.

### 1976
72. Методические разработки по организации учебно-исследовательской работы студентов специальности 2008 (ист. науки) / Наулко В. И., Стрельский В. И. — К.: Изд-во Киев. ун-та, 1976. — 27 с.
73. Этносоциологические исследования языковых процессов в Украинской ССР // Тез. докл. сессии, посвящ. итогам полевых этногр. исслед. в 1974—1975 гг. — Душанбе, 1976. — С. 73—74.
74. Развитие межэтнических связей на Украине: Автореф. дис… доктора ист. наук. / АН СССР. Институт этнографии им. Н. Н. Миклухо-Маклая. — М., 1976. — 52 с.

### 1977
75. Культура и быт украинского народа / Наулко В. И., Миронов В. В. Учебн. пос. — К.: Вища шк., 1977. — 93 с.
76. Рец.: Велична панорама братньої республіки // Нар. творч. та етногр. — 1977. — № 6. — С. 80—82.

### 1978
77. Contemporary Processes of Ethnic Integration in the Ukrainian Soviet Socialist Republic // Х International Congress of Anthropological and Ethnological Sciences. — Delhi, Dec. 10—21, 1978. — Moscow, 1978. — 13 p.
78. Этногенез и этническая история народов: Прогр. спецкурса для вузов. — К.: Изд-во Киев. ун-та, 1978. — 10 с.
79. Сучасні етнокультурні процеси в Українській РСР // Нар. творч. та етногр. — 1978. — № 4. — С. 9—19.
80. Етнографія у вищій школі: Проект програм // Там само. — № 6. — С. 80—82.
81. Рец.: Матейко К. І. Український народний одяг // РЖ. Обществ. науки в СССР. — Сер. 5. — М., 1978. — № 2. — С. 97—98.
82. Динамика численности армянского населения Украины // Тез. докл.. Всесоюз. сессии, посвящ. итогам полевых этногр. и антропол. исслед. 1976—1977 гг. — Ереван, 1978. — С. 37—38.
83. Рец.: Маланчук В. А. Развитие этнографической мысли в Галиции конца XIX — начала XX в. // РЖ Обществ. науки в СССР. — Сер. 5. — 1978. — № 3. — С. 112—113.
84. Рец.: Монографія про сучасні етнічні процеси / В. І. Наулко, Л. О. Ткаченко // Нар. творч. та етногр. — 1978. — № 6. — С. 82—84.
85. Рец.: Фундаментальное исследование / В. И. Наулко, Л. А. Ткаченко // Сов. Молдавия. — 1978. — 14 июля. — С. 4.
86. The Development of Interethnic Relations in the Ukraine // World Anthropology. Perspectives on Ethnicity. — Paris: Mouton Publishers, 1978. — P. 429—437.

### 1979
87. Этнокультурные процессы в Украинской ССР // Расы и народы. — М.: Наука, 1979. — Вып. 9. — С. 119—135.
88. Х Міжнародний конгрес антропологічних і етнографічних наук // Нар. творч. та етногр. — 1979. — № 2. — С. 91—92.
89. Національне та інтернаціональне в сфері побуту населення Української РСР // Вісн. Київ. ун-ту. — Іст. науки. –К.: Вид–во КДУ, 1979. — Вип. 21. — С. 3—9.
90. Карта етнографічного складу населення Української РСР: М-б 1:6,5 млн. // Історія Української РСР. — К.: Наук. думка, 1979. — Т. 8, кн. 2.
91. Рец.: Рибалка И. К. История УССР. — К.: Вища шк., 1978 / Наулко В., Лях Р. // Укр. іст. журн. — 1979. — № 10. — С. 154—156.

### 1980
92. Рец.: Фундаментальный научный труд // Рабочая газ. — 1980. — 9 квіт. — С. 3.
93. Сравнительно-этнографическая характеристика польского населения Украинской ССР // Всесоюз. сессия по итогам полевых этногр. и антропол. исслед. 1978—1979 гг.: Тез. — Уфа.: 1980. — С. 45—46.
94. Україна: національне та інтернаціональне в культурі та побуті // Вісті з України. — 1980. — 30 жовт. — С. 6.

### 1982
95. Етносоціальні процеси серед канадців українського походження // Нар. творч. та етногр. — 1982. — № 2. — С. 57—65.
96. Ethnodemographic Characteristics of the Post-War Ukraine // Problems of the European Ethnography and Folklore. II Congress of the International Society for European Ethnology and Folklore. — Suzdal, Sept. 30 — Okt.6, 1982. — Moscow, 1982. — P. 105—107.
97. Рец.: Коленеко В. А. Квебекская проблема в послевоенной Канаде. — М.: Наука, 1981 / Наулко В. І., Євнух В. Б. // Укр. іст. журн. — 1982. — № 6. — С. 147—148.
98. Рец.: Дослідження сучасного населення Земної кулі // Нар. творч. та етногр. — 1982. — № 4. — С. 78—79.
99. Современные этнонациональные процессы среди украинцев США и Канады // Всесоюз. сессия по итогам полевых этногр. исслед. 1980—1981 гг.: Тез. докл. — Нальчик, 1982. — С. 244—246.

### 1983
100. The Ethno–Social Aspects in the Development of Culture and Ways of Life in the Ukrainian SSR / by V. І. Naulko, А.V. Orlov // Studies in Etnography and Antropology. — XI International Congress of Anthropological and Ethnological Sciences. — Vancouver-Quebec. — Moscow, 1983. — Part І. — P. 143—152.
101. Современные этнокультурные процессы среди болгарского населения Украинской ССР / Л. Демиденко, В. Наулко // Първи международни конгрес по българистика. — София, 23 май — 3 юни 1981: Докл. — София, 1983. — 2. Етногр. и фолклор. — С. 433—445.
102. Об историко-этнографическом районировании Полесья // Полесье и этногенез славян: предварит. матер. и тез. конф. — М., 1983. — С. 42—43.
103. Сучасні дослідження хорватських етнографів // Нар. творч. та етногр. — 1983. — № 3. — С. 25—36.
104. Скільки портретів на планеті // Вечір. Київ. — 1983. — 1 лип. — С. 4.
105. Рец.: Евтух В. Б. Историография национальных отношений в США и Канаде (60—70 гг.). — К., 1982 // РЖ. Обществ. науки в СССР. — Сер. ист. — М., 1983. — № 4. — С. 112—113.

### 1984
106. Традиционная культура хорватов в аспекте межэтнических связей // Всесоюз. сессия по итогам этногр. и антропол. иссл.. 1982—1983 гг.: Тез. докл. — Черновцы, 1984. — Ч. 2. — С. 401—402.
107. Історико–етнографічні музеї Північно-Американського континенту // Музеї нар. архіт. та побуту. Принципи створення, пробл. розвитку… — К., 1984. — С. 21—23.
108. На основе равноправия // Трибуна лектора. — 1984. — № 9. — С. 32—34.
109. Важнейшие исторические события. // Страны и народы. — Советский Союз. Республики Прибалтики. Белоруссия. Украина. Молдавия. — М.: Мысль, 1984. — С. 218—227.
110. Культура: традиции и современность. — Там же. — С. 240—247.
111. Население. — Там же. — С. 258—270.
112. Украинская этническая группа Канады // Расы и народы. — М.: Наука, 1984. — № 14. — С. 113—130.
113. Украинцы // Укр. Сов. энцикл. — К.: УРЕ. — 1984. — Т. 11. — Кн. 2. — С. 21—23.

### 1985
114. Specific ethnical Features in the everyday Life of the Hungarians and Estonians living in the Ukrainian SSR // Шестой междунар. конгр. финно–угроведов. — Сыктывкар, 24—30 августа, 1985: Тез. — Сыктывкар, 1985. — С. 46.
115. Рец.: Живая современность // Раб. газ. — 1985. — 26 февр. — С. 4.
116. Рец.: Гранчак И. М., Кизченко А. Ф. Чехословакия в социалистическом содружестве // РЖ. Общественные науки в СССР. — 1985. — № 3. — С. 102—104.
117. Фундаментальное исследование по истории и культуре Молдавии // Сов. Молдавия. — 1985. — 4 авг. — С. 3.
118. Население // Укр. сов. энцикл. — К.: УРЕ, 1985. — Т. 11. — Кн. 2. — С. 22—24.

### 1986
119. Історико–етнографічні музеї Північної Америки / Наулко В. І., Карповець Н. В. // Нар. творч. та етногр. — 1986. — № 2. — С. 64—71.
120. Этнонимы в аспекте проблем этнической истории (на материалах Украины) // Всесоюз. сессия по итогам этногр. и антропол. иссл. 1984—1985 гг.: Тез. докл. — Йошкар–Ола, 1986. — С. 95—96.
121. Культура индейцев в музеях США и Канады / Карпове Н. В., Наулко В. И. // Расы и народы. — М.: Наука, 1986. — Т. 16. — С. 189—201.

### 1987
122. Socio-demograpfic Aspects of Marriage and Family Development in the Ukrainian SSR / А.P. Ponomarev, V. І. Naulko // Soviet Papers for SIEF's Third Congress «The Life Cycle» (Zurich). — Moscow: Nauka, 1987. — P. 114—120.
123. Socio–demograpfic Aspects of Marriage and Family Development in the Ukrainian SSR (Thieses) / A. P. Ponomarev, V. І. Naulko // The life cycle SIEF's Third Congress. April 8—12, 1987. — Zurich, Switzerland, 1987 / Institutet för Folklivsforskning, Stockholm, Sweden. — P. 1—4.
124. Исторический очерк формирования молдавского населения Украины // Укр. — молд. этнокультурные взаимосвязи в период социализма. — К.: Наук. думка, 1987. — С. 25—38.
125. Украинцы / Миронов В. В., Наулко В. И., Космина Т. В. // Этнография восточных славян. — М.: Наука, 1987. — С. 101—146.
126. Рец.: Культура і побут Київщини // Друг читача. — 1987. — 18 лют. — С. 4.
127. Материалы историко-этнографических музеев Северной Америки как источник изучения семейного и общественного быта // Пробл. развития культуры народов и изучения культуры по музейным коллекциям: Всесоюз. науч. конф. «Этнографическая наука и пропаганда этнографических знаний»: Тез. — Омск, 1987. — С. 139—140.
128. Влияние естественно-географических условий на культурно-бытовые особенности населения (на материалах народной архитектуры Украины) // Тез. докл. и сообщ. науч. конф. «Проблемы взаимоотношения общества и природы». — Нальчик, 15—17 апр. 1987 г. — М., 1987. — С. 194—195.
129. Рец.: Етносоціологічне дослідження міжетнічних взаємин // Укр. іст. журн. — 1987. — № 6. — С. 145—146.
130. Рец.: Аналітичне дослідження національних відносин в зарубіжних країнах // Нар. творч. та етногр. — 1987. — № 4. — С. 70—71.

### 1988
131. Рец.: Символ наступності // Друг читача. — 1988. — 17 берез. — С. 4.
132. Рец.: Книга про традиції і сучасність / Наулко В. І., Сорока Т. І. // Нар. творч. та етногр. — 1988. — № 2. — С. 76—77.
133. Відповідь рецензентам / Наулко В., Попов Б. та ін.// Культура і життя. — 1988. — № 81. — С. 7.
134. Кавказ и Украина в аспекте этногенетических и культурно–бытовых связей // Всесоюз. науч. сессия по итогам этногр. и антропол. иссл. 1986—1987 гг.: Тез. докл. — Сухуми, 1988. — С. 81—82.

### 1989
135. Подготовка профессионального этнографа: проблемы перестройки — обсуждение статьи В. В. Пименова // Сов. этнография. — 1989. — № 3. — С. 66—68.
136. Ювілей Варшавського музею етнографії // Нар. творч. та етногр. — 1989. — № 4. — С. 38—39.
137. «Паспорт» для факультативу з етнографії та фольклору / В. І. Наулко, М. Л. Струнка // Рад. освіта. — 1989. — 4 серп. — С. 3.
138. Що вивчає етнографія // Рад. шк. — 1989. — № 10. — С. 18—25.
139. Шведские колонисты на Украине // XI Всесоюз. конф. по изуч. истории, экономики, литературы и языка скандинавских стран и Финляндии. — Архангельск, 10—17 окт. 1989. — М., 1989. — С. 67.
140. Програма факультативного курсу «Етнографія і фольклор України» для загальноосвітніх шкіл. — 8—9 класи / Наулко В. І., Струнка М. Л. // Рад. шк., 1989. — № 15. — С. 18—26.
141. Етнографія // Геогр. енцикл. України. — К., 1989. — Т. І. — С. 394.
142. Етнічна географія // Там само. — С. 392—393.
143. Етнічна спільність // Там само. — С. 393.
144. Етнічний склад населення // Там само. — С. 393.

### 1990
145. Этноспецифические черты в сфере духовной культуры населения Украины // Європейський симпозіум «Фольклор і сучасний світ». Київ, 23—27 травня, 1990. — К., 1990. — С. 8—9.
146. Историко-этнографическая характеристика белорусского населения Украины // Славяне: адзінства і мнагастайнасць. Міжнародная канферэнцыя 24—27 мая 1990: Тез. дакл. Секцыя 2. Этнагенез славян. — Мінск, 1990. — С. 46—48.
147. Етнічний склад населення України // Рад. шк. — 1990. — № 3. — С. 37—48.
148. Карта етнічного складу населення Української РСР // Там само. — С. 97.
149. Динаміка етнічного складу населення Тернопільщини (XIX—XX ст.) // Тез. доп. та повід. 1-ї Терноп. обл. наук. іст. — краєзн. конф. Секція V. — Тернопіль, 1990. — Ч. III. — С. 2—4.
150. Этнография // Исторические дисциплины: — Краткий библиогр. справ. указатель. / АН УССР. Археогр. комиссия. — К., 1990. — С. 152—155.
151. І українці… і канадці // Літ. Україна. — 1990. — 26 лип. — С. 7.
152. Ethnographical Map of the Ukrainian SSR. 1959 // Encyclopedia of Ukraine. — Toronto; Buffalo; London: University of Toronto Press, 1990. — Vol. І. — Р. 340.
153. Конфессиональные и лексикологические источники определения этнического состава населения Украины / Наулко В. И., Сорока Т. И. // Всесоюз. науч. сес. по итогам полевых этногр. и антроп. исслед. 1988—1989 гг.: Тез. докл. — Алма–Ата, 1990. — С. 58—60.
154. Динаміка чисельності і розміщення українців у світі. XVIII—XX ст. / Наулко В. І., Чорна Н. В. // Нар. творч. та етногр. — 1990. — № 5. — С. 3—16.
155. О названии зарубежных украинцев (в плане дискуссии) // Традиции в многонациональном обществе: Тез. докл. Всесоюз. науч. конф. — Минск, 1990. — С. 129—130.
156. Украинцы вне Украинской ССР: этносоциальные процессы // Этнические и соціально-культурные процессы у народов СССР: Тез. докл. Всесоюз. науч. конф. — Омск, 1990. — Кн. І. — С. 14—16.
157. Как формировался состав населения Украины // Что делать. — 1990. — № 2. — С. 7.
158. Карта «Етнічний склад населення Української РСР». Кінець 1980-х рр. // Нар. творч. та етногр. — 1990. — № 5. — С. 4.

### 1991
159. Современные этнокультурные процессы среди болгарского населения Украины // Болгаристика в системе общественных наук. Вторая Всесоюз. конф. по болгаристике. — Харьков, 1991. — С. 150.
160. Динаміка етнічного складу населення західноукраїнських земель в аспекті міграційних процесів // International Conference «The Migration of Ukrainians to Western Canada after 1891»: A Contennial Conference. May 17—20, 1991. — Edmonton; Alberta, 1991. — P. 16—17; 37—38.
161. Національні відносини на Україні. Запитання і відповіді / Безпалий В. А., Наулко В. І. та ін. — К.: Україна, 1991. — 238 с.
162. З історії шведсько–українських зв'язків // Пробл. іст. географії України. — К.: Наук. думка. — 1991. — С. 77—84.
163. Динаміка етнічного складу населення України в XX сторіччі // Здоров'я та відтворення народу України: Матер. наук. конф. — К.: Здоров'я, 1991. — С. 10—13.
164. Скільки нас? // Україна. Наука і культура. — К., 1991. — Вип. 25. — С. 168—177.
165. Народні знання і світоглядні уявлення українців / В. Ф. Горленко, В. І. Наулко // Рад. шк. — 1991. — № 1. — С. 29—38.
166. З приводу однієї публікації // Літ. Україна. — 1991. — 7 лют. — С. 6.
167. Рец.: Ґрунтовне видання з географії, історії і культури канадських українців // Нар. творч. та етногр. — 1991. — № 4. — С. 86—89.
168. Етнічна свідомість в історичному аспекті // Етнічна самосвідомість і національна культура: Тези респ. наук.-теор. конф. — К., 1991. — С. 124—126.
169. Как формировался состав населения Украины // «Что делать». — 1991 — № 3. — С. 7.
170. Етнографія України // Проект програм та методичні рекомендації факультативних курсів середньої загальноосвітньої школи. — К.: Рад. шк., 1991. — С. 3—42.
171. Етнографічні особливості інших народів України і сучасні етнічні процеси в республіці // Рад. шк. — 1991. — № 4. — С. 18—25.
172. Современные сепаратистские идеи территориального расчленения Украины // Политология и социально-политические процессы в советском обществе: Тез. — Одесса, 1991. — С. 139—140.
173. Євреї на Україні, в СРСР і в світі: чисельність і розміщення / Кабузан В. М., Наулко В. І. // Укр. іст. журн. — 1991. — № 6. — С. 56—68.
174. Рец.: Скрипник А. А. Етнографічні музеї України: Становлення і розвиток. — К., 1989 // Сов. этнография. — 1991. — № 2. — С. 171—173.
175. Етнографічні музеї України // Декор. мистецтво — 1991. — № 4. — С. 25—27.
176. Межэтнические связи украинцев и восточно-романских народов // Межэтнические проблемы и конфликты: поиски путей их решения: Тез. докл. науч. конф. — Бишкек, 1991. — Ч. 1. — С. 48—49.
177. Програми педагогічних інститутів: Етногр. і фольклор України / Мишанич С. В., Наулко В. І., Струнка М. Л. // Респ. навч.-метод. каб. М-ва нар. освіти УРСР. — К., 1991. — 52 с.
178. Культура і побут населення України. Навч. посібн. для вузів. — К.: Либідь, 1993. — 230 с. В. І. Наулко кер. видання і автор п. 1—4 розділу 1 (С. 6—36); п. 6 розділу 3 (С. 198—214); розділу 4 (С. 215—225) і співавтор (з В. Ф. Горленком) п. 5 розділу 1 (С. 37—48) та п. 5 розділу 3 (С. 188—197).
Рец.: Федас Й. Від минувшини до сьогодення. Рец. на навч. посібник для вузів «Культура і побут населення України». — К.: Либідь, 1991. — 232 с. (кер. творчого колективу В. Наулко) // Друг читача. — 1991. — 27 листоп. — С. 3; Скрипник Г. Україна: територія, побут, звичаї. Рец. на навч. посібник для вузів «Культура і побут населення України» (кер. авторського колективу В. І. Наулко) // Літ. Україна. — 1991. — 7 листоп. — С. 7.
179. Русские на Украине // Что делать. — 1991. — № 9 (11). — С. 14.

### 1992
180. Сучасні етнодемографічні процеси серед поляків України // Польща — Україна: історична спадщина і суспільна свідомість: Тези міжнар. наук. конф. (Кам'янець-Подільський: 29—31 травня 1991). — К., 1992. — С. 67—68.
181. Передмова // Українці. Східна діаспора: Атлас. — К., 1992. — С. 2.
182. Карта "Етнічна територія українського народу наприкінці XIX — на початку XX ст. « / Наулко В. І., Поріцький А. Я. // Українці. Східна діаспора: Атлас. — К., 1991. — С. 3.
183. Українці за межами України // Фольклор українців поза межами України. — К., 1992. — С. 10—13.
184. Ukranski etnograf, arheolog і antropolog F. К.Wowk / W. І. Naulko, О. О. Franko // Zeszyty naukowe Uniwersytety Jagiellonskiego. — Kraków, 1992. — Z. 30. — XLI: Prace etnograficzne. — S. 119—131.
185. Рец.: Фундаментальна праця з традиційного хліборобства України // Нар. творч. та етногр. — 1992. — № 1. — С. 64—65.
186. До проблем типології українського етносу // Етнографічна спадщина і національне відродження: Тези доп. міжнар. конф. — К., 1992. — С. 22—23.
187. Етнічний склад населення Кам'янеччини за статистичними і архівними даними (XIX—XX ст.) // Пробл. етнографії, фольклору і соціальної географії. Поділля. — Кам'янець–Подільський, 1992. — С. 174—178.
188. Чехи і словаки України: динаміка чисельності і сучасні культурно-побутові процеси // Х Всеукр. славіст. конф. „Духовне відродження слов'ян у контексті європейської і світової культури“». — Чернівці, 1992. — С. 183.
189. Український етнос у часі і просторі // Берегиня. — 1992. — № 1. — С. 15—25.
190. Село на нашій Україні: сучасний стан, проблеми, тривоги (етнодемографічний нарис) // Нар. творч. та етногр. — 1992. — № 4. — С. 3—12.
191 Програма факультативного курсу «Культура і побут народів світу». 10—11 класи / Наулко В. І., Карповець Н. В., Струнка М. Л. — К.: Освіта, 1992. — 23 с.
192. Основні напрями діяльності Сектора фольклорно-етнографічної спадщини Відділу пам'яток духовної культури / Наумко В., Карповець Н. // Матеріали до розробки концепції діяльності Ін-ту укр. археографії АН України. — К., 1992. — С. 37—41.

### 1993
193. Foreword // Ukrainians of Eastern Diaspora: Atlas. — Kiev; Edmonton; Toronto, 1993. — P. 2.
194. Ethnic Territory of the Ukrainian People in the Late Nineteenth and Early Twentieth Centuries / V. Naulko, А. Poritsky // Ibidem– P. 3.
195. Этнография // Специальные исторические дисциплины. — К.: Минвуз, 1993. — С. 315—319.
196. В. Барвинський і його праця «Досліди з поля статистики» // Від НТШ до Українського вільного університету: Міжнар. наук. конф. Пряшів-Свидник, 12—15 черв. 1991. — Київ; Львів; Пряшів; Мюнхен; Париж; Нью-Йорк; Торонто; Сідней, 1993. — С. 269—274.
197. Особливості культури і побуту чеського і словацького населення України в аспекті міжетнічних зв'язків // Історія і культура слов'ян. — К., 1993. — С. 25—36.
198. Чехи и словаки на Украине: динамика численности и культурно-бытовые процессы // XI medzinarodny zjazd slavistov: — Zbornic resume. — Bratislava: Veda, 1993. — S. 353—354.
199. Ukrainians /V. Kubijovich, V. Naulko, А. Struminsky, А. Zhukovsky // Encyclopedia of Ukraine. — Toronto; Buffalo; London: University of Toronto Press ncorporated, 1993. — Vol. V. — P. 459—465.
200. Друге народження Де ля Фліза // Укр. слово. — Париж, 1993. — 2 трав. — С. 4.
201. Чиїми ж були Карпати? / В. Наулко, В. Старков // Нар. творч. та етногр. — 1993. — № 2. — С. 81—82.
202. Програма курсу «Етнографія України» для спеціальності «Народознавство» / Наулко В. І., Струнка М. Л. / Ін-т системних дослідж. освіти України. — К., 1993. — 20 с.
203. Нові відомості про Де ля Фліза / Наулко В., Матвійішин Я. // Київ. старовина. — 1993. — № 5. — С. 52—54.
204. Етнічна мапа України // Пам'ятки України. — 1993. — № 1—6. — С. 2—5.
205. Хто і відколи живе на Україні // Відродження. — 1993. — № 9. — С. 7—11.
206. Короткий термінологічний словник // Там само. — С. 79.
207. Відомості про Де ля Фліза в архівах Франції // Медицина і українська культура: Матер. конф. Київ, 23—24 груд. 1993. — К., 1993. — С. 192—193.
208. Етнічні спільності України // Геогр. енцикл. України. — К.: УРЕ, 1993. — Т. 3. — С. 471—473.
209. Володимир Барвинський і його праця «Досліди з поля статистики» // Барвінський В. Досліди з поля статистики. — К., 1993. — С. 3—11;
210. Динаміка етнічного складу населення західноукраїнських земель в XX ст. // Барвінський В. Досліди з поля статистики. — К., 1993. — С. 40—51. (Під криптонімом — В. Н.).
211. Південні та західні слов'яни України в аспекті етнодемографічних проблем // Актуал. пробл. відродження мов і культур захід. та півден. слов'ян в Україні: Міжвуз. наук.-практ. конф., 14—15 трав. 1993. — Одесса, 1993. — С.53—55.
212. Передмова // Культура та побут населення України: Навч. посіб. для вузів. Вид. друге, доп. і перероб. — К.: Либідь, 1993. — C. 5—6.
213. Український етнос у часі та просторі / Там само. — C. 8—13.
214. Формування української народності й нації // Там само. — C. 14—24.
215. Історико-етнографічне районування України та етнографічні групи українського народу // Там само. — C. 25—31.
216. Етнічний склад населення України // Там само. — C. 32—44.
217. Горленко В. Ф., Наулко В. І. / Українське народознавство: зародження, розвиток, перспективи // Там само. — C. 45—58.
218. Горленко В. Ф., Наулко В. І. / Народні знання, світоглядні уявлення, вірування, мораль // Там само. — C. 233—245.
219. Культура традиційна і сучасна // Там само — C. 245—246.
220. Етнографічні особливості інших народів України і сучасні етнічні процеси в державі // Там само — C. 266—277.
221. Короткий термінологічний словник // Там само. — C. 281—283.

### 1994
222. Етнічна історія Поділля / Наулко В. І., Перковський А. Л. // Поділля. Істор.-етногр. дослідження. — К.: Доля, 1994. — С. 34—62; 62—69.
223. Етносоціальна характеристика сучасного населення Поділля / Наулко В. І., Климко О. І. // Там само. — С. 62—69.
224. Ukrainians // Encyclopedia of World Cultures. — Boston, 1994. — Vol. VI. Russia and Eurasia. — P. 388—395.
225. Що вивчає етнографія? // Українознавство: Посібник. — К.: Зодіак, 1994. — С. 55—68.
226. Хто живе на Україні // Там само. — С. 68—94.
227. Народні знання і світоглядні уявлення / Наулко В. І., Горленко В. Ф. // Там само. — С. 193—208.
228. Численность и территориальное размещение / Кабузан В. М., Наулко В. И., Чорная Н. В. // Украинцы. — Макет тома серии «Народы и культуры». — М., 1994. — Кн. І. — С. 230—254.
229. Современные этнодемографические изменения // Там же. — С. 279—288.
230. Етнос і мова: соціолінгвістичний і лінгвогеографічний аспекти // Укр. нація і етнічні меншини: перспективи інтеграції в громадянське суспільство та майбутнє Східної Європи. — К., 1994. — С. 12—13.
231. Західні і південні слов'яни України в аспекті етнодемографічних проблем // Відродження мов і культур західних і південних слов'ян в Україні. — К.: 1994. — С. 14—17.
232. Коллекции РЭМ в аспекте изучения этнографии Украины // Материалы юбил. конф. «Российский этнографический музей: история, опыт, проблемы». — СПб, 1994. — С. 37—38.
233. Суд жерців науки зганьбив себе // Культура і життя. — 1994. — 7 травня. — С. 3.
234. Динаміка етнічного складу населення Одещини в XX ст. // Одесі — 200: Матер. міжнар. наук.-теор. конф., присвяч. 200-річчю міста. — Одеса, 1994. — С. 146—148.
235. Програма «Етнографія України для 8—9 класів» / Наулко В. І., Струнка М. Л. // Однокласник. — 1994. — № 3. — 56 с.
236. Болгаристика в архивах и фондах Санкт-Петербурга: Пробл. источниковед., историогр., истории культуры Болгарии, истории болгаристики // III Дриновские чтения: Тез. докл., 25—27 окт., 1994. — Харьков, 1994. — С. 90—91.

### 1995
237. Нові відомості про Де ля Фліза в архівах Франції і України // Метаріали до української етнології. — К., 1995. — Вип. I (I). — С. 35—47.
238. Південна Україна і Бессарабія у науковій та епістолярній спадщині Ф. К. Вовка // Українське Подунав'я: історія, етнографія, мова: Матеріали наук. конф. — Ізмаїл, 1995. — С. 8—9.
239. Етнографічна спадщина як джерело дослідження історії України // Історична наука на порозі XXI століття: Матеріали Всеукр. наук. конф. (Харків. 15—17 листоп. 1995 р.). — Харків, 1995. — С. 149—153.
240. Український етнос і мова: соціолінгвістичний нарис // Національна культура в сучасній Україні. — К., 1995. — С. 156—197.
241. Етнографія // Енцикл. українознавства. — Мюнхен, 1995. — Т. 11. — С. 218—222.
242. Купецтво // Там само. — С. 125—127.
243. Надволжя // Там само. — С. 139—140.
244. Північна Слобожанщина // Там само. — С. 159—161.
245. Село // Там само. — С. 176—183.
246. Службовці // Там само. — С. 190—192.
247. Ткацтво // Там само. — С. 198—199.
248. Українці / Кубійович В., Струмінський Б., Жуковський А., Наулко В. // Там само. — С. 231—239.
249. Рец.: Двобій в ім'я народу // Укр. слово. — Київ; Париж, 1995. — № 12. — С. 14.
250. Рец.: Eberhardt Piotr. Przeemiany narodowosciowe na Ukraine XX wieku Warszawa, 1994 // Przeglad Wschodny. — 1995. — Z. 2. — S. 42—43.
251. Етнічна карта України // Історичний атлас Волині. — Луцьк, 1995. — С. 18.

### 1996
252. Етнографічна та народознавча спадщина Ф. К. Вовка / Наулко В., Франко О. // Зб. наук. праць на пошану Ярослава Дашкевича з нагоди 70-річчя. — Л.; К.; Нью-Йорк, 1996. — С. 675—697.
253. Творча спадщина Де ля Фліза / Наулко В., Горленко В. // Де ля Фліз. Альбоми. — К., 1996. — Т. І. — С. 7—18; 172—176.
Рец.: Собко Я: Д. П. Де ля Фліз. Альбоми. Том перший. Сер. «Етнографічно–фольклорна». — К., 1996 // Всесвіт. — 1998. — № 3. — С. 190; Krasnowicki D. (псевдонім професора Сорбонни Даніеля Бовуа) — D.P. de la Flise, Albums. — Vol. 1. — Serie ethnographigue et folklorigue. — Kyiv, 1996. — 244 p. // Bulletin de l'Association francaise pour le developpement des etudes ukrainiennes. — 1997. — Z. 3. — P. 3—4; Joukovsky А. — Д. П. Де ля Фліз. Альбоми. Том перший. — К., 1996. — 244 с. // Bulletin de l'Association francaise pour le developpement des etudes ukrainiennes. —1997. — Z. 3. — P. 4—5; Де ля Фліз. Альбоми. Том перший. Серія «Етнографічно–фольклорна». — К., 1996. — 244 с. // Критика. — 1998. — Рік II. — Ч. 4 (6). — С. 23.
254. Коментарі // Де ля Фліз. Альбоми. — К., 1996. — Т. І. — С. 172—173, 176.
255. Програмні дослідження культури та побуту людності України за матеріалами епістолярної спадщини Ф. К. Вовка // Політологія. Етнологія. Соціологія. : III Міжн. конгр. україністів (Харків, 26—29 серп., 1996) — Харків, 1996. — С. 92—97.
256. Греки в аспекті етнодемографічного розвитку України XX ст. // Україна–Греція: досвід дружніх зв'язків та перспективи співробітництва: Тези міжн. конф. — Маріуполь, 1996. — С. 215—217.
257. Федір Вовк: До 150-річчя від дня народження. Листи С. Петлюри до Ф. Вовка // Жива вода. — 1996. — № 7. — С. 3—7.
258. Рец.: Нова праця з програмного дослідження народної культури та побуту України // Нар. творч. та етногр. — 1996. — № 1. — С.79—80.
259. Нові відомості про Де ля Фліза в архівах Франції та України // Сучасність. — 1996. — № 10. — С. 72—79.
260. Листування Ф. Вовка з В. Кравченком / Наулко В., Старков В. // Берегиня. — 1996. — № 3/4. — С. 133—143.
261. Рец.: Цінна праця про етнічний склад населення України // Нар. творч. та етногр. — 1996. — № 4. — С. 89—91.
262. Чехи в Україні // Під одним небом. Фольклор етносів України. — К., 1996. — С. 171—182.
263. Видатний етнограф та антрополог // Укр. істор. календар за 1997 рік. — К., 1996. — С. 83—84.
264. Чужинець з добрим серцем // Там само. — С. 381—382.

### 1997
265. Козацька тематика в епістолярній спадщині Ф. К. Вовка // Запорозьке козацтво. — К.; Запоріжжя, 1997. — С. 256—263.
266. Південна Україна в дослідженнях Ф. К. Вовка (Волкова): за матеріалами епістолярій // Археология и этнология Восточной Европы. — Одесса, 1997. — С. 249—253.
267. Листування Ф. Вовка (з фондів архівів) // Українське архівознавство: Історія, сучасний стан та перспективи: Наук. доп. Всеукр. конф. (19—20 листоп. 1996 р.). — К., 1997. — Ч. 2. — С. 97—102.
268. Учений надзвичайно широкого профілю / Наулко В. І., Франко О. О. // Пам'ять століть. — 1997. — № 1. — С. 37—41.
269. Що доводиться чути етнографові: Листування Ф. Вовка з М. Сумцовим та Д. Яворницьким / Наулко В., Старков В. // Пам'ять століть. — 1997. — № 1. — С. 37—41.
270. Неопубліковані листи Ореста Фотинського до Федора Вовка // Укр. культура в іменах і дослідженнях: Наук. зап. Рівненського ін-ту культури. — Рівне, 1997. — Вип. І. — С. 42—43.
271. Альбоми Де ля Фліза — джерело історико-краєзнавчих досліджень України // Іст. краєзнавство і культура: — Наук. доп. та повідомл. III Всеукр. наук. конф. — Харків: Рідний край, 1997. — Ч. І. — С. 193—194.
272. Зміни етнічного складу людності України в XX ст. // Етнонаціональний розвиток України: Матеріали Міжнар. наук.-практ. конф. 22—25 трав. 1997 р. — К., 1997. — Ч. 2. — С. 190—194.
273. Динаміка етнічного складу населення України в XX столітті // Укр. геогр. журнал. — 1997. — № 2. — С. 17—22.
274. «Пишу ж я, щоб якомога частіше нагадувати людям, що є на світі Україна»: Листування Ф. Вовка з М. Грушевським / Наулко В., Філіпова Ю. // Родовід. — 1997. — № 15. — С. 44—66.
275. Рец.: Гурій О. І. Українська козацька держава в другій половині XVII—XVIII ст.: кордони, населення, право // Укр. істор. журнал. — 1997. — № 4. — С. 137—140.
276. До питання становлення української самосвідомості // Друга Всеукр. наук.-практ. конф. молодих науковців: Матеріали. — Чернівці, 1997. — С. 72—73.
277. Нововідкриті сторінки історії українознавства: Листування Федора Вовка з Миколою Біляшівським // Нар. творч. та етногр. — 1997. — № 4. — С. 62—74.
278. Греки України: Етнічна історія і сучасні етнонаціональні процеси // Зап. іст.-філол. т-ва ім. Андрія Білецького. — К., 1997. — Вип. І. — С. 63—66.

### 1998
279. Україна етнонаціональна: поняття і терміни / Наулко В., Полончук М. // Укр. слово. — 1998. — 26 берез. — С. 4.
280. Співвідношення понять «нація» — «етнос» в аспекті державотворення України // Етнічність в історії та культурі: матеріали і дослідження. — Одеса, 1998. — С. 8—10.
281. Хто і відколи живе в Україні. — К.: Гол. спеціаліз. ред. літ. мовами нац. меншин України, 1998. — 80 с.
Рец: Всеволод Наулко. Хто і відколи живе в Україні. — К., 1998 // Критика. — 1998. — Рік II. — Ч. 4 (6). — С. 22.
282. Вплив політики національно-державного будівництва на етномовні процеси серед українців «ближнього» та «далекого» зарубіжжя // Вдосконалення системи держ. управління соц.-економ. та політ. процесами в регіоні (на прикладі Півдня України): Зб. наук. праць / Укр. Академія держ. управління при Президентові України. — Одеса, 1998. — С. 229—239.
283. До питання українсько–болгарських взаємин: Листування Федора Вовка з Іваном Шишмановим // Болгар. щорічник. — К., 1998. — Т. III. — С. 100—116.
284. Етнокультурні процеси серед слов'янської людності України в XX ст. // Слов'янський щорічник. — К., 1998. — Вип. 2. — С. 5—33.
285. Чехи й словаки на Україні: динаміка чисельності й культурно-побутові процеси // Zaznamy z diskusie k predmnesenym referatom. XI medzinarodny zjazd slavistov. Bratislava, 30.VIII. — 8. ІХ. 1993. — Bratislava, 1998. — S. 323—324.
286. Дискусія щодо обрядовості білоруського весілля // Ibidem. — S. 349.
287. Les Processus ethno-culturel au sein de la Population Slave de l'Ucraine au XX siecle // Streszczenia referatów i komunikatów. — XII miedzynarodowy kongress slawistów. Kraków, 27.VIII. — 2.IX. 1998. — Warszawa, 1998. — S. 276—277.
288. Внесок Миколи Мушинки у дослідження проблем етнічної історії українців // Благовісник праці: Наук. зб. на пошану академіка Миколи Мушинки. — Ужгород; Пряшів, 1998. — С. 15—24.
289. Видатний український етнопсихолог Володимир Янів // Нар. творч. та етногр. — 1998. — № 5/6. — С. 67—68.
290. Сучасні етнічні процеси серед болгарської діаспори України. // Матеріали міжнар. круглого столу «Болгари в Україні: в пошуках національної ідентичності (минуле і сучасність)». — К., 1998. — С. 37—43.
291. Етнічний склад населення: Карта. М-б 1:4.5 млн. // Атлас України: Навчал. посібник для дев'ятого класу. — К., 1998. — С. 21.
292. Етнічна територія українського народу: Карта. М-б 1:5.5 млн. (Наулко В. І., Поріцький А. Я. // Україна. Навчальний атлас. — К., 1998. — С. 62.
293. Етнічний склад населення: — Карта. Масштаб 1:4.5 млн. (Наулко В. І., Поріцький А. Я. // Там само. — С. 63.
294. Пізнавальна книга // Друг читача. — 1988. — 18 трав. — С. 4.
295. Федір Вовк і Полтавщина // Історична пам'ять. — 1998.– № 1. — С. 176—185.

### 1999
296. Формування болгарської діаспори на Україні // Україна і Болгарія: віхи історичної дружби: Матеріали міжнар. конф. — Одеса, 1999. — С. 145—148.
297. Лист Федора Кіндратовича Вовка до Володимира Боніфатійовича Антоновича // Наук. зб. Українська Вільна академія наук у США. — Нью-Йорк, 1999. — Т. IV. — С. 247—250.
298. Русини — хто вони // Народна армія: Центр. орган Мін. оборони України. — 1999 р. — 20 квітня — С. 6.
299. До питання періодизації формування грецького етносу України // Україна–Греція: історична спадщина і перспективи співробітництва. (Маріуполь, 27—29 травня 1999 р.): Зб. наук. пр. міжнар. наук.-практ. конф. — Маріуполь, 1999. — С. 341—344.
300. Хто і відколи живе в Україні // Народна армія: Центр. орган Мін. оборони України. 1999. — 18—29 травня; 2—5 червня.
301. Від упорядників // Д. П. Де ля Фліз. Альбоми. — К., 1999. — Т. 2. — С. 7—8.
Рец.: Берег В. Бесценное наследие // Телеграф. — 12.11 — 19.11.2001 г. — 3; Бутич І. Л. Альбоми Де Ля Фліза // Зап. НТШ — Т. 238. — Львів, 2000. — С. 320—322.
302. Sport in the Ancient Greek cities of the Nothern Black Sea region. Naulko Vsevolod, Hrechanyuk Oksana, Starkov Valerij. // Rerillkyeie amakoihoeom. — IX th International Congress of classical Studies. — Кавала, 24—30 VIII. — 1999. — Р. 87.
303. Сучасні етнічні процеси серед болгарської діаспори південної України // Наша школа. — 1999. — № 2/3. — С. 174—177.
304. Болгары Украины в аспекте современных этнонациональных исследований / Наулко В. И., Кравцова В. М. // Резюме докладов конференции «Этнология балканских народов». — Комрат, 1999. — № 2/3. — С. 4—6.
305. Людність: склад і розміщення: Типол. ознаки. // Українці: Іст.-етногр. монографія у 2 Т; Т. 1. — Опішне, 1999. — С. 132—160.
306. Людність: склад і розміщення. Територ. розташування. // Там само. — С. 143—144.
307. Людність: склад і розміщення. Динаміка чисельності / Кабузан В., Наулко В., Чорна Н. // Там само. — С. 145—160.
308. Де ля Фліз образився б до сліз. // Україна молода. —1999. — 14 грудня — С. 11.
309. Nationality and Linguystics Changes in Ukraine / Vsevolod Naulko, Stephen Rapawy // The Ukrainian Quarterly: — А Journal of Ukrainian and International Affairs. –New York, 1999. Volume LV. — № 2 — P. 117—150.
310. З епістолярії Лева Биковського // Пам'ять століть. — 1999. — № 6. — С. 13—16.
311. To the Question about the Rezervation of the ethical norms in the traditional Folk Culture of Ukraine // Ethicks and Traditional Folk Culture: — UNESCO. Ustav lidove kulture ve Straznici, Republic Cheque. — 1999. — Р. 103—106.
312. Формування молдавського етносу і сучасні етнічні процеси в Україні // Молдавани України: історична ретроспектива і сучасність: — Матеріали міжнар. наук.-практ. конф., 25—26 лютого 1999 р. — Одеса, 1999. — С. 22—29.
313. У кожного своя пісня // Етногр. Буковини. — Чернівці, 1999. — Т. І. — С. 9—14.
314. Етнографічні матеріали в архівосховищах Російської Федерації // Актуальні проблеми сучасного джерелознавства: Матеріали укр. — рос. наук. семінару. — К.; СПб, 1999. — С. 77—80.
315. Єдність і багатобарвність культури (замість передмови): Євген Шевченко. Українська народна тканина. — К., 1999. — С. 22—24.
316. Середньовічна тематика у рукописних альбомах Д. П. де ля Фліза / Наулко В., Кравцова О. // Середньовічна Європа: погляд з кінця XX ст.: Матеріали наук. конф., — 16—18 березня 2000 р. — Чернівці, 2000. — С. 175—177.

### 2000
317. Нове видання з української культури: «Етнографія Буковини» // Час. — Ч. 19. — 18 травня 2000 р. — С. 11.
318. Нове видання з української культури: «Етнографія Буковини» // Час. — Ч. 20. — 26 травня 2000 р. — С. 11.
319. Нове видання з української культури: «Етнографія Буковини» // Час. — Ч. 21. — 2 червня 2000 р. — С. 11.
320. Нове видання з української культури: «Етнографія Буковини» // Час. — Ч. 22. — 9 червня 2000 р. — С. 5.
321. Сучасний етнонаціональний розвиток України. Етнополітика: освіта і культура // Етноси України: Альманах 2000. — К., 2000. — С. 5—8.
322. Сучасний етнонаціональний розвиток України: // Етноси України. — Корейський світ. // Там само. — С. 5—8.
323. Незабутній Рильський // Пам'ять століть. — 2000. — № 1/2. — С. 56—58.
324. Австрійці і німці українського Закарпаття // Буковинській іст.-етногр. вісник. — Чернівці, 2000. — Вип. 2. С. 45—47.
325. Ґрунтовне дослідження з етнографії Буковини. — Рецензія на: Кожолянко Георгій. Етнографія Буковини. — Т. 1 // Нар. творч. та етногр. — 2000. — № 2—3. — С. 137—140.
326. Вопросы православия в историко-этнографических альбомах Д. П. Де Ля Флиза // Православие и культура этноса. — Межд. науч. симп. 9—15 октября 2000 года. — М., 2000, — С. 33.
327. Сучасний етнонаціональний розвиток України: // Етноси України. — Німецький світ // К., 2000. С. 5—8.
328. Думки і спогади про часопис етнографів і фольклористів // Нар. творч. та етногр. — 2000. — № 4. — С. 129—131.
329. Сучасний етнонаціональний розвиток України // Етноси України. — Тюркський світ — С. 5—8.
330. Творча спадщина Домініка П'єра Де ля Фліза як джерело історико-етнографічних і краєзнавчих досліджень // Спец. іст. дисципліни: питання теорії та методики — К., 2000. — Ч. 5. Історіографічні дослідження України. — Вип. 10. Зб. наук. праць на пошану академіка В. А. Смолія. — С. 37—52.
331. Численность и территориальное размещение украинцев в XVIII—XX веке // Украинцы. — М., 2000. — С. 71—80.
332. До питання етнічної ідентифікації русинів // Україна на межі тисячоліть: етнос, нація, культура. К., 2000. — Кн. 1—2. — С. 199—207.
333. Нова праця з етнічної історії українських греків // Президент. вісник. — 2000 р. — 10—16 липня — С. 38.
334. Тенденції розвитку етнонаціональних процесів і міжетнічних взаємин в Україні на сучасному етапі (за матеріалами етносоціальних досліджень). / Наулко В., Кравцова В. // Проблеми міграції. — 2000. — № 1. — С. 28—36.

### 2001
335. Формування етнічного складу населення Півдня України в останній чверті XVIII ст. — другій половині XIX ст. // Буков. іст.-етногр. вісник. — Чернівці, 2001. — Вип. 3. — С. 77—78.
336. Питання української етнографії в епістолярній спадщині Ф. К. Вовка / Наулко В., Руденко Н. // Пам'ять століть. — С. 111—115.
337. Листи Л. С. Берга до Ф. К. Вовка // Схід–Захід (історико-культурологічний збірник) — Харків, 2001. — Вип. 3. — С. 149—165.
338. Листування Б. Грінченко — Ф. Вовк // Старожитності Південної України. — Запоріжжя, 2001. — Вип. 7. — 51 с.
339. Нащадки елінів вивчають новогрецьку // Уряд. кур'єр. — 2001. — 24 липня — С. 12.
340. Відоме й невідоме про італійсько-українські історичні та культурні взаємини // Вісник Нац. Акад. наук. — 2001. — № 5. — С. 68—70.
341. Листування М. Грушевський — Ф. Вовк // Листування Михайла Грушевського. — Т. II. — Серія: Епістолярні джерела грушевськознавства. — Київ; Нью-Йорк; Париж; Львів; Торонто, 2001 — С. 94—101, 351—376.
342. Етнонаціональні процеси в Україні: історія та сучасність — К., 2001. — 400 с.
Рец.: Карабанов М. М. Етнонаціональні процеси в Україні: погляд сучасної науки // Грані. — 2002. — № 4. — С. 148—149; Його ж. Україна етнонаціональна. // Український кур'єр. — 2002. — 10 серпня.
343. Передмова / Наулко В., Кияк Т. — Етнонаціональні процеси в Україні: історія та сучасність. — К., 2001. — С. 3—7.
344. Співвідношення понять «нація — етнос» в аспекті державотворення України // Там само. — С. 8—13.
345. Формування сучасного етнічного складу населення України // Там само. — С. 13—45.
346. Динаміка етнічного складу населення України в XX ст. // Там само. — С. 46—69.
347. Тенденції розвитку етнонаціональних процесів в Україні на сучасному етапі за матеріалами етносоціальних лосліджень. // Там само. — С. 70—89.
348. До питання українсько-чеських взаємин: листи Любора Нідерле і Ченека Зібрта до Ф. Вовка (Волкова) // Слов'янські культури в європейській цивілізації. — К., 2001. — С. 206—242.
349. Історико-культурна спадщина Запорозького козацтва в епістолярії Ф. К. Вовка і його дописувачів // Наук. зап.: Зб. праць / Ін-т укр. археографії та джерелознавства ім. М. С. Грушевського НАН України. Запор. відділення — К., 2001.– Т. 6.– С. 305—309.
350. Современные этнические процессы в Украине // IV Конгр. этногр. и антропол. России. — Нальчик 20—23 сент. 2001 год. — Тез. докл. — Москва, 2001. — С. 241.
351. Історико–культурна спадщина Запорозького козацтва в епістолярії Ф. К. Вовка і його дописувачів // Матеріали наук.-практ. конф. «Історико-культурна спадщина Нікопольського району та проблеми історії запорозького козацтва» — Нікополь, 2001. — С. 305—309.
352. Листування Федора Вовка з Володимиром Гнатюком. — Львів–Київ, 2001. — С. 3—5, 190—214.
353. Листи Зенона Кузелі до Федора Вовка // Бори сфен. — 2001. — № 11 (125). — С. 6—8.
354. До питання українсько-чеських взаємин: листи Любора Нідерле і Ченека Зібрта до Ф. Вовка (Волкова) // Ukrajinistika na prahu nového stoleti a tisičileti. — Problemy jazika, literatury, kultury. — Sbornik pŕispévků. — Olomouc, 2001. — С. 263—268.
355. Автохтони // Енциклопедія Сучасної України. — Т. 1. — К., 2001. — С. 135.
356. Анучин Дм. // Там само — С. 606.
357. Діяльність Михайла Грушевського в галузі української етнології та етнографії // Міжнар. наук. конгрес «Українська історична наука на порозі XXI століття». — Чернівці, 16—18 травня 2000 р.: Доп. та повід. — Чернівці, 2001. — Т. 3. — С. 215—216.
358. Український енциклопедист з Франції // Пам'ять століть. — 2001. — № 6. — С. 123—124.
359. Замість післямови // Чорний С. Українці в Євразії. — К., 2001. — С. 177—179.
360. Листи Зенона Кузелі до Федора Вовка. // Борисфен — 2001. — № 12 (126). — С. 12—13.
361. Листування Павла Рябкова з Федором Вовком // Південна Україна XVI—XIX століття: Зап. Наук.-досл. лабор. Історії Півд. України ЗДУ. — 2001. — № 6. — С. 105—125.
362. Антропологія // Енциклопедія історії України / Робочий зошит: Абаза–Ашкеназі. — К., 2001. — С. 82—83.

### 2002
363. Козацтво — наше «вчора». А може, — і наше завтра // Півд. зоря. — Нікополь, 2002. 9 січня — С. 3.
364. Періодика як дзеркало епохи // Уряд. кур'єр. — 2002. — 12 січня — С. 8. (рец.)
365. Питання походження народів і дипломатія // Україна дипломатична. — К., 2002. — Вип. II. — С. 81—90.
366. Альбоми Д. П. де ля Фліза як джерело етнографічного дослідження України // Діалог. Україна і Франція. — 2002. — С. 130—133.
367. Листування Ф. К. Вовка (Волкова) з російськими вченими // Вісник Київ. ін-ту «Слов'янський університет» — Вип. 12. — К., 2002. — С. 196—199.
368. Традиційна народна культура польського населення України // Там само. — С. 200—210.
369. Листування М. Ф. Біляшівський — Ф. К. Вовк // Старожитності Південної України. — Вип. 8. — Запоріжжя, 2002. — 75 с.
370. Сучасний етнонаціональний розвиток України. // Етноси України: Альманах 2000. Єврейський світ — 2001. — С. 48.
371. Fundamental Work on the Etnography of Bukovyna // Jornal of Ukrainian Studies — Edmonton — 2000. — № 12. — Р. 214—219.
372. Важливе джерело наукових знань (листування Б. Грінченка і Ф. Вовка) // Література та культура Полісся. — Ніжин, 2002. — Вип. 18 — С. 141—143.
373—384. Країнознавство. — Вип. 1 Культура народів слов'янських країн. Навч. посібн. — Автори: Алексєєв Ю. М., Наулко В. І., Руденко Н. В. Країнознавство Ч. 1. Навч. посібн. для вузів. — К., 2002. — 122 с.
Рец. — Панченко П. П., Падалка С. С. Перший навч. посібн. з країнознавства // Проблеми історії України: факти, судження і пошуки. — К., 2002. — С. 223.
385. До 80-річчя професора Аркадія Жуковського // Українська археографія. — Щорічник. — Вип. 7. — К., 2002. — С. 7—10.
386. Хто живе в Україні // Студії з українознавства: Хрестоматія. — Вип. 1. — К., 2002. — С. 78—103.
387. Віженер Блез де та його книга «Опись польского королівства» // Енциклопедія історії України. — № 3. — Робочий зошит. — К., 2002 — С. 83.

### 2003
388. Етнологія народів світу // Навч. метод. комплекс дисципліни — К.: Вид-во КСУ, 2003. — 52 с.
389. Дем'ян де ля Фліз. Лікар, етнограф, краєзнавець // Народжені Україною. — К., 2002. — С. 534—535.
390. Сучасні етнонаціональні процеси в країнах слов'янського світу // Навч.-метод. комплекс дисципліни. — К., 2003. — Вид. Київський славістичний університет. — 14 с.
391. Культура народів слов'янських країн // Навч.-метод. комплекс дисципліни. — К., 2003. — Вид. КСУ. — 24 с.
392. Питання української етнографії в епістолярній спадщині Ф. К. Вовка (Волкова). — Наулко В., Руденко Н. // Народознавчі зошити. — 2001. — № 3. — С. 454—456.
393. Етнодемографічний розвиток людства і Україна // Рідна школа. — 2003. — № 10. — С. 44—45.
394. Етнічний склад населення Таврійської губернії за архівними джерелами. — Душею завжди з Україною: Пропам'ятний збірник на пошану українського правника і політолога В. Ю. Даниліва. — Київ; Торонто, 2003 — С. 323—332.
395. Євреї у контексті сучасних етнічних процесів в Україні // Людина і політика. — 2003. — № 3 — С. 3—12.
396. Альбомы Доминика де ля Флиза как источник исследования истории и культуры украинского народа // Zbornik powzetkow. — 13 Mednarodni Slavistični kongres. — Ljubljana, 15—21 avg. 2003. — 2 del. — Ljubljana, 2003. — S. 232.
397. Альбоми Д. де ля Фліза як джерело дослідження історії та культури українського народу // Мистецтвознавство, фольклористика та етнологія слов'янських народів. — XIII Міжн. з'їзд славістів (Любляна, Словенія). Доповіді. — К., 2003. — С. 195—202.
398. Вчений надзвичайно широкого профіля / Наулко В. І., Франко О. О. // Історичний календар — 2003. — С. 295—301.
399. Особливості традиційного одягу греків Українського Надазов'я в аспекті міжетнічних взаємин. / В. Наулко, І. Пономарьова // Вісник Київського славістичного університету — серія «Історія». — Вип. 14. — К., 2003. — С. 115—132.
400. Листування Любора Нідерле з Федором Вовком (Нові віднайдені листи) // Вісник Київського славістичного унівкрситету — серія «Історія». — Вип. 14. — К., 2003. — С. 283—300.
401. «Від Сяну і по Дон русин всюди автохтон» // Український керамологічний журнал. — 2003. — № 4 — С. 15—21.
402. Этнологическая наука в Украине за годы независимости // Этнографическое обозрение — 2003. — № 6. — С. 40—48.
403. XIII Міжнародний з'їзд славістів / В. Наулко, В. Захаржевська // Вісник НАН України — 2003. — № 10. — С. 82—87.
404. Релігійна тематика в творчій спадщині Де ля Фліза / Наулко В., Старков В. // Вісник Київського славістичного університету. — Ювіл. вип., присв. 10-річчю КСУ. — К., 2003. — С. 48—54.
405. Етнодемографічний розвиток людства і слов'янський світ // Там само. — С. 18—28.
406. Листи Зенона Кузелі до Ф. К. Вовка // Питання стародавньої історії, археології й етнології. — Зб. наук. праць Чернівецького національного університету. — Чернівці, 2002. — Т. 1. — С. 189—209.
407. Матеріали Кабінету нацменів Етнографічної комісії ВУАН як джерело дослідження міжетнічних взаємин в Україні / Наулко Всеволод, Руденко Наталія // Пам'ять століть — 2003. — № 5. — С. 107—112.
408. Коріння та крона населення України. — Бібліотека шкільного світу. — Країнознавство. Географія. Туризм. Бібліотека. — К., 2003. — С. 37—54
409. Етнодемографічний розвиток людства і Україна // Нар. Творч. та етногр. — 2003. — № 5—6. — С. 22—26.

### 2004
410. Давні кримсько-татарські поселення в Україні // Україна-Туреччина: минуле, сучасне, майбутнє: Зб. наук. праць. — К., 2004. — С. 91—93.
411. Листи М. Ф. Сумцова до М. С. Грушевського // Університет. — К., 2004. — № 2. — С. 117—128. (Співавтор Д. М. Семко).
412. Сучасна культура. Республіка Польща // Країнознавство. — Навч. посіб. — Вип. 2. — К., 2004. — С. 36—44. (Співавтор Н. Руденко).
413. Сучасна культура. Чехія // Там само — С. 85—93. (Співавтор Н. Руденко).
414. Сучасна культура. — Словацька Республіка Там само. — С. 138—147.
415. Листування Костянтина Харламповича та Михайла Грушевського (липень-грудень 1927 р.) // Історичний журнал. — 2004. — № 5. — С. 77—85. (Співавтор В. Старков).
416. Рец.: Нова книга про сучасні етнодемаграфічні процеси в Україні // Український географічний журнал. — 2004. — № 4. — С. 66—67.
417. Нові віднайдені листи Любора Нідерле до Федора Вовка // Ukraincia і Soucasna ukrajinistika — Olomouc, 2004. — S. 385—397.
418. Богомаз Володимир Германович // Енциклопедія сучасної України. — Т. 2. — К., 2004.
419. Борисенко Валентина Кирилівна // Енциклопедія сучасної України. — Т. 2. — К., 2004.

### 2005
420. Бромлей Юліан Володимирович // Енциклопедія сучасної України. — Т. 2. — К., 2004.
421. Листи Станіслава Дністрянського до Михайла Грушевського // Вісник Київського славістичного університету. — Вип. 20. — К., 2005. — С. 255—276.
422. Листи Раймунда Фрідріха Кайндля до Михайла Грушевського // Університет. — 2005. — № 2. — С. 42—49.
423. Листи Раймунда Фрідріха Кайндля до Михайла Грушевського і Федора Вовка // Р. Ф. Кайндль. Вікно в європейську науку: Матеріали II Міжнародного наукового семінару. Чернівці 28—29 травня 2005 р. — Чернівці, 2005. — С. 340—347.
424. Листи Мирона Кордуби до Михайла Грушевського та Федора Вовка // Старожитності Південної України. — Вип. 14. — Запоріжжя, 2005. — 100 с. Упорядники і автори передмови і коментарів В. Наулко і В. Старков.
425. Листи Степана Рудницького до Михайла Грушевського // Історичний журнал. — 2005. — № 3. — С. 85—97.
426. Листи Зенона Кузелі до Михайла Грушевського // Старожитності Південної України. — Вип. 11. — Запоріжжя, 2005. — 84 с. Упорядники та автори передмови і коментарів В. Наулко і В. Старков.
427. Листи Мирона Кордуби до Ф. К. Вовка // Університет. — 2005. — № 4. — С. 67—75.
428. Листи І. Л. Шрага до М. С. Грушевського // Вісник Київського славістичного університету — Вип. 23. — К., 2005. — С. 236—266 (Співавтор — Д. М. Семко).
429. Листи Олександра Русова до М. С. Грушевського // Праці центра пам'яткознавства. — Вип. 7. — К., 2005. — С. 189—222.
430. Вовк Федір Кіндратович // Енциклопедія сучасної України. — Т. 3. — К., 2005.
431. Гіршфельд Андрій Миколайович // Енциклопедія сучасної України. — Т. 3. — К., 2005.
432. Горленко Володимир Федорович // Енциклопедія сучасної України. — Т. 3. — К., 2005.
433. Листи Раймунда Фрідріха Кайндля до Михайла Грушевського і Федора Вовка // Університет. — 2005. — № 6. — С. 55—70.
434. Листи Степана Рудницького до М. Грушевського (поч. XX ст.) // VI Міжн. конгр. україністів (Донецьк, 28.06. — 1.07.2005). — Кн. 1. — Донецьк — Київ, 2005. — С. 280—286.

### 2006
435. Публікація епістолярної спадщини М. С. Грушевського // Питання стародавньої та середньої історії археології й етнології. — Збірник наукових праць. — Том І (21). — Чернівці, 2006. — С. 86—89.
436. The Dynamics of the ethnical structure of population of Ukraine during XX century: historical and economic aspect // The international economic conference «Identity, Globalization and Universality in the Eastern and Central European…» — «Lucian Blaga» University of Sibiu. — Sibiu, may 2006. — Vol. I. — Р. 469—474.
437. Interdemographic Processes in Present day Ukraine — site: 20-th International Congress of Historical Sciences. International Commission for Historical Demography (A1013). University of New South Wales. Sydney, 2006. ISBN Number 0—646—45719—5.
438. Зеленин Дмитрий Константинович // Енциклопедія історії України. — Т. 3.
439. Історичний вісник — Енциклопедія історії України. — Т. 3.
440. Альбоми Де ля Фліза // Українська архівна енциклопедія. А-Г. — Робочий зошит. — К., 2006. — С. 17—18.
441. Сучасний етнонаціональний розвиток слов'янських народів // Університет. — 2006. — № 2 — С. 34—38.
442. Листування Михайла Грушевського з видатними науковцями та народознавцями (до 140-річниці від дня народження М. С. Грушевського) // Університет — 2006. — № 3 — С. 55—66. (Співавтор — Д. Семко).
443. Листування Михайла Грушевського з видатними науковцями та народознавцями (до 140-річниці від дня народження М. С. Грушевського) // Університет — 2006. — № 4 — С. 6—25. (Співавтор — Д. Семко).
444. Ґрунтовна праця з етнічної структури людності України // Університет — 2006. — № 4 — С. 105—108.
445. Листування Михайла Грушевського з видатними науковцями та народознавцями (до 140-річниці від дня народження М. С. Грушевського) // Університет — 2006. — № 5 (13) — С. 13—18. (Співавтор — Д. Семко).
446. Листи Любора Нідерле до Михайла Грушевського // Український археографічний щорічник. — Вип. 10—11. — К., 2006. — С. 631—639.
447. Кольберг Оскар // Енциклопедія історії України. — К., 2006. — Т.4.
448. XIV Міжнародний конгрес з економічної історії // Університет — 2006. — № 5 — С. 116—117.
449. Рец.:Медзінізм й ідеали європейської демократії // Вісник національної академії наук України. — 2006. — № 11. — С. 73—75.
450. Людина, яка мужньо долає життєві перешкоди (до 80-річчя від дня народження В. Т. Зінича // Народ. творч. та етногр. — 2006. — № 5. — С. 106—110.

### 2007
451. Наукова діяльність і реалії життя // Человек в истории и культуре. Сб. науч. работ в честь 70-летия В. Н. Станко. — Одеса;Терновка, 2007. — С. 29—32.
452. Рец.: Політологія у схемах, таблицях, визначеннях // Університет — 2007. — № 1. — С. 122—123.
453. Україна. Греція. Європа: перспективи етнодемографічного розвитку в XXI столітті // Розвиток еллінізму в Україні у XVIII—XXI ст.: Зб. матер. наук. конф. — Маріуполь, 2007. — С. 185—187.
454. Роздуми про минуле і сучасне // Університет — 2007. — № 2. — С. 5—11.
455. Ще раз про творчу спадщину Д. П. де ля Фліза // Пам'ятки. Архівний щорічник. — 2007. — Т. 7. — С. 361—367.
456. Рец.: Цікава і потрібна, але не безпомилкова праця. В. М. Кабузан «Украинцы в мире…» — М.: Наука. — 2006. — 658с. // Університет — 2007. — № 3. — С. 109—113.
457. Домінік П'єр де ля Фліз: основні етапи життя і творчої діяльності (до 220-річчя від дня народження) // Вісник Київського славістичного університету. — К., 2007. — Вип. 32. — С. 209—213.
458. Тюркскоязычное население Украины по данным первоисточников Всесоюзной переписи населения 1926 г. — 38 ICANAS (межд. конгр. стран Азии и Сев. Африки) 10—15 сент. 2007. — Ankara, 2007. — С. 485—486.
459. Сучасні тюркські етноси в Україні // Університет — 2007. — № 4. — С. 23—29.
460. Сучасні тюркські етноси в Україні // Україна — Туреччина: історія културних зв'язків і співробітництва на сучасному етапі. Тези доп. Всеукр. наук. конф. — К., 2007. — С. 13.
461. 38-й Міжнародний конгрес Азії та Північної Африки // Університет — 2007. — № 5. — С. 5—6.
462. Незабутні зустрічі з Оленою Станіславівною Компан // Історик Олена Компан: Матеріали до біографії. — К., 2007. — С. 515—517.
463. Рец.:Скільки батьків у етнології або рецензія на підручник В. Кафарського і Б. Савчука «Етнологія»? (К., 2006) // Університет — 2007. — № 6. — С. 106—112.
464. Горленко Володимир Федорович // Енциклопедія сучасної України. — Т.6. — К., 2007.
465. Спогади про будинок на розі Лютеранської і Круглоуніверситетської // Київський альбом. Історичний альманах. — Вип. 5. — К., 2007. — С. 68—74.
466. Населення і людський розвиток // Національний атлас України. — К., 2007. — С. 244—245. (співавтор і експерт з наукового, технологічного і інформаційного змісту блоку «Населення». — С. 244—305).
467. Етнічні основи українського народу. — Що вивчає етнографія — 17 стор. // http// www.ukrainoznavstvo.iatp.org.ua/maindir/chapter1etnicnio.
468. Етнічні основи українського народу. — Хто живе в Україні. — 24 стор. // http// www.ukrainoznavstvo.iatp.org.ua/maindir/chapter1etnicnio.
469. Тюркська людність у сучасній Україні // Українська культура: з нових досліджень. Зб. наук. статей на пошану С. П. Павлюка з нагоди його 60-ліття. — Львів, 2007. — С. 184—190.
470. До 80-річчя проф. А. Жуковського // Наукова та видавнича діяльність Наук. Т-ва ім. Шевченка в Європі. — К., 2007. — С. 498—501.

### 2008
471. Навчально-методичний комплекс спецкурса «Сучасна культура слов'янських країн». — К.: Вид-во КСУ, 2008. — 30 с.
472. Навчально-методичний комплекс спецкурса «Сучасні етнонаціональні процеси в країнах слов'янського світу». — К.: Вид-во КСУ, 2008. — 24 с.
473. Листування Федора Вовка з Володимиром Шухевичем // Університет. — 2008. — № 1. — С. 16—17.
474. Рец.: Кусок Л. М., Ткач О. І. Політологія. Навч.-метод. посібник // Університет. — 2008. — № 1. — С. 120—121.
475. На перехресті життєвих і наукових доріг // Покликання служити науці і людям. Наук. зб. на пошану проф. Г. Кожолянка. — Чернівці, 2008. — С. 9—11.
476. Естонське населення на Україні: Этнография Крыма на сервере Таврического Национального университета. — http:// www.crimea.edu/etno/articles/eston/index.htm
477. Сучасний етнонаціональний розвиток країн слов'янського світу (тези доповідей на XIV з'їзд славістів) // www.msk.edu.mk/default.htm
478. Вступне слово /Наулко В., Зіневич Н. // Наукові записки. Збірник праць молодих вчених та аспірантів / Інститут української археографії та джерелознавства ім. М. С. Грушевського НАН України. — Т. 15. Тематичний випуск «Роми України: із минулого в майбутнє». — К., 2008. — C. 10—15.
479. Етнічна ідентифікація і статистичний облік України // Там само. — C. 375—343.
480. Актуальні проблеми етнографії. Сучасний етнічний склад населення України // Науковий часопис Національного педагогічного університету М. П. Драгоманова. — Сер. 6. Істор. Науки. — К., 2008. — С. 3—6.
481. Роми в Україні (До Міжнародного дня ромів) // Університет. — 2008. — № 2. — С. 5—10.
482. 38 міжнародний конгрес з вивчення Азії та Північної Африки (ICANAS) // Східний світ. — 2008. — № 2. — С. 168—169.
483. Etnonational Process in Present-Day Ukraine. — 9-th SIEF Congress. — University of Ulster. — Academy for Jrish Cultural Heritages — 16—20 june 2008. — P. 48.
484. Українська етнологія: вчора, сьогодні, завтра // Університет. — 2008. — № 3. — С. 5—12.
485. Спорт в античних містах Північного Причорномор'я (назустріч XXIX Олімпійським іграм у Пекіні) // Університет. — 2008. — № 3. — С. 32—39. (Співавтори — О. Гречанюк, В. Старков)
486. Сучасний етнонаціональний розвиток країн слов'янського світу // Слов'янські обрії. Збірник наукових праць. Вип. 2. / НАН України. Український комітет славістів. Національна бібліотека України ім. В. І. Вернадського. — К., 2008. — С. 473—481.
487. З історії українсько-французьких наукових зв'язків. Листи французьких антропологів до Ф. К. Вовка (Волкова) // Університет. — 2008. — № 4. — С. 5—18.
488. Дні науки республіки Македонія в Україні // Університет. — 2008. — № 4. — С. 114—115.
489. Листування Федора Вовка з Володимиром Шухевичем (1901—1907 рр.) // Вісник Київського славістичного університету. — 2008. — № 38. — С. 214—217.
490. Динаміка етнічного складу населення Криму // Університет. — 2008. — № 5. — С. 20—25.
491. Проблеми сучасної славістичної науки. XIV міжнародний з'їзд славістів // Університет. — 2008. — № 5. — С. 5—8.
492. Бібліографія основних наукових праць В. Наулка // Університет. — 2008. — № 6. — С. 109—118.
493. Курочкин Олександр // Мала енциклопедія українського народознавства. — Львів, 2007. — С. 757.
494. Горленко Володимир // Мала енциклопедія українського народознавства. — Львів, 2007. — С. 713.
495. Передмова (Наулко В., Зіневич Н.) // Роми України: із минулого в майбутнє. — К., 2008. — С. 7—24.
496. Бібліографія основних наукових праць В. І. Наулка (До 75-річчя від дня народження) // Народ. творч. та етногр. — 2008. — № 6. — С. 120—129.
497. Альбоми Де ля Фліза // Українська архівна енциклопедія. — К., 2008. — С. 23—24.
498. Сучасні етнічні процеси серед молдован України // Українці в Молдові. Молдовани в Україні: етносоціальні процеси. — Кишинів, 2008. — С. 18—22.

### 2009
499. Замість передмови // Валерій Старков. Традиційна ігрова культура населення України. — К., 2009. — С. 3—7.
500. Чернігівщина в епістолярній спадщині Ф. К. Вовка // Університет. — 2009. — № 1. — С. 18—24.
501. «Пишу ж я, щоб якомога частіше нагадувати людям, що є на світі Україна…» // Університет. — 2009. — № 2. — С. 6—10.
502. Українська етнічна спільнота в світлі канадських переписів населення // Університет. — 2009. — № 4. — С. 5—14.
503. Лозинський Йосип Іванович // Енциклопедія історії України. — Т. 6. — К., 2009. — С. 259—260.
504. Мошинський Казимир // Енциклопедія історії України. — Т. 7. — К., 2010. — С. 95—96.

### 2010
505. Слово про друга // Університет. — 2010. — № 1. — С. 73—78.
506. До 100-річчя від дня народження професора І. Д. Кундюби // Університет. — 2010. — № 1. — С. 86—87. (Співавтор — Сергій Антонюк)
507. Українська етнічна спільнота в світлі канадських переписів населення // Наукові записки / Інститут української археографії та джерелознавства ім. М. С. Грушевського НАН України. — Т. 19. — Кн. II. — Ч. 1. Тематичний випуск «Джерела локальної історії: методи дослідження, проблеми інтерпретації, популяризація». — К., 2009. — С. 336—349.
508. Етнографія // Енциклопедія сучасної України. — Т. 9. — К., 2010. — С. 261—263.
509. Етноцид // Енциклопедія сучасної України. — Т. 9. — К., 2010. — С. 269.
510. Павло Чубинський — Федір Вовк: естафета поколінь // Університет. — 2010. — № 6. — С. 5—11.

### 2011
511. Современные этнонациональные процессы среди тюркских народов в Украине // Türkmen halkynyň kemala gelmegi we dünỳä medeni — ỳetinin ösü taryhy. — Ашгабат, 2011. — С. 112, 268, 471—472.
512. Етнографічні дослідження України // Віче: зб. наук. праць на пошану проф. Ю. М. Алексєєва. — К., 2011. — С. 59—62.
513. Розвиток музею народної архітектури та побуту України // Там само. — С. 59—62.
514. Золоте століття давньої землі // Київська старовина. — 2011. — № 2. — С. 144—146.
515. «Шляхетність торкається не лише походження, чи блакитної крови, але й фахівця, доброго фахівця якого будь фаху» (про листи Марка Антоновича і трохи більше)… // Київська старовина. — 2011. — № 3. — С. 131—148.
516. Етнонаціональні процеси серед білорусів України // Університет: [історико-філософський журнал / гол. ред. Алексєєв Ю. М. та ін.]. — К.: Київський славістичний ун-т. — 2011 — № 3. — С. 18—22.
517. Слов'янські культури в європейському гуманітарному просторі (Співавтор — Драмарецький Б.) // Університет. — 2011. — № 6. — С. 5—9.
518. Рец.: Туранли Ф. Г. Тюркські джерела до історії України // Гелас: Науковий вісник / Зб. наук. праць. — Вип. 5. — К., 2011. — С. 582—583.

### 2012
519. Незабутні зустрічі з Володимиром Станко // Человек в истории и культуре. — Вып. 2. — Одесса, 2012. — С. 51—53.
520. Мої університети // Університет. — 2012. — № 1. — С. 46—54.
521. Сучасні етнодемографічні процеси і слов'янський світ // Слов'янські культури в європейському гуманітарному просторі: Мат. міжн. наук. конф. Карлови Вари. 20—22 жовтня 2011 р. — К., 2012. — С. 9—20.
522. Дорогами світу // Київська Старовина. — 2012. — № 1. — С. 156—166.
523. Мої зустрічі з Ярославом Дашкевичем // Український археографічний щорічник. — Вип. 16—17. — К., 2012. — 539—549.
524. Епістолярна спадщина Ф. К. Вовка — важливе джерело наукових знань // Археологія і давня історія України. — Випуск 9. Матеріали II Міжнародної наукової конференції «Історія археології: Дослідники та наукові центри (до 165-річчя з дня народження Ф. К. Вовка)». Київ, Україна. 25—28 вересня 2012 р. — К.: Стародавній світ, 2012. — С. 25—34.
525. Село // Енциклопедія історія України. — Т. 9.
526. Серби в Україні // Там само.
527. Знаний у міжнародному науковому просторі // Євнух Володимир у інформаційно-комунікаційному просторі. — К., 2012. — С. 9—11.

### 2013
528. Пошуки. Роздуми. Студії: Збірник вибраних праць до 80-річчя від дня народження. — К.: Український письменник, 2013. — 392 с.
529. Цигани в Україні // Енциклопедія історії України. — Т. 10. (Співавтор — Зіневич Н. О.).
530. Від фізики до лірики // Старков Валерій Андрійович: Біобібліографія. — К.: Український письменник, 2013.